# Michael Chang
Michael Chang (* 22. února 1972) je bývalý profesionální americký tenista, na žebříčku ATP byl nejlépe klasifikovaný na 2. místě (9. září 1996).
Za svou kariéru vyhrál 34 turnajů ATP ve dvouhře, z toho 1 grandslamový turnaj - French Open v roce 1989. Hrál také finále na Australian Open a US Open.
Získal cenu ATP jako hráč s nejlepším zlepšením za rok 1989.
V roce 2008 byl uveden do Mezinárodní tenisové síně slávy.

## Turnajová vítězství
Vítězství ve dvouhře
- 1988 - San Francisco
- 1989 - French Open, Wembley
- 1990 - Canada Masters
- 1991 - Birmingham
- 1992 - San Francisco, Indian Wells Masters, Miami Masters
- 1993 - Jakarta, Osaka, Cincinnati Masters, Kuala Lumpur, Peking
- 1994 - Jakarta, Philadelphia, Hong Kong, Atlanta, Cincinnati Masters, Peking
- 1995 - Hong Kong, Atlanta, Tokio Indoor, Peking
- 1996 - Indian Wells Masters, Washington, Los Angeles
- 1997 - Memphis, Indian Wells Masters, Hong Kong, Orlando, Washington
- 1998 - Boston, Shanghai
- 2000 - Los Angeles